# Centro Nobel
El  Centro Nobel  (en noruego: Nobels Fredssenter) abierto en junio de 2005, en el paso viejo del ferrocarril con rumbo al oeste de Oslo, Noruega. Este museo presenta a todos los premiados, arregla exposiciones y muestra la biografía y la vida de Alfred Nobel y todos los premios Nobel.